# 尼奧德沙 (堪薩斯州)
尼奧德沙（英語：Neodesha）是一個位於美國堪薩斯州威爾遜縣的城市。

## 地方資料
根據2020年美國人口普查的數據，尼奧德沙的面積為3.78平方千米，當中陸地面積為3.64平方千米，而水域面積為0.14平方千米。當地共有人口2275人，而人口密度為每平方千米601.85人。